# Biennat progressiste
Le Biennat progressiste (en espagnol : Bienio Progresista) est la brève période de l’histoire politique contemporaine de l’Espagne s’étendant entre juillet 1854 et juillet 1856, au cours de laquelle le pouvoir exécutif fut exercé par le Parti progressiste.
Succédant à une décennie de domination du Parti modéré, il se caractérise par des tentatives de réforme du système politique du règne d'Isabelle II visant à renforcer les caractéristiques propres d’un régime libéral, après l’échec des gouvernements précédents dans cette tâche.
Il commença avec la révolution de 1854, menée par le général modéré « puritain » Leopoldo O'Donnell, et s’acheva avec la renonciation du gouvernement du général progressiste Baldomero Espartero.

## Contexte: révolution de 1854 et fin de la Décennie modérée
Après la démission de Juan Bravo Murillo fin 1852, les trois exécutifs qui se succédèrent gouvernèrent par décret, ce qui fragilisait la Constitution de 1845. Les principales figures modérées, insatisfaites de la politique de ceux-ci, avaient été écartées par la reine mère, Marie-Christine de Bourbon, qui exerçait de fait le contrôle dans le rang du parti. Ainsi, Francisco Martínez de la Rosa, Alejandro Mon y Menéndez, et Leopoldo O'Donnell, figures de poids désireuses de former un gouvernement qui restaure la confiance dans la monarchie sans rester dans les mains du Parti progressiste, étaient exclues de toute possible initiative.
En février 1854, les premières protestations de rue se produisirent à Saragosse, qui s’étendirent jusqu’en juillet à toute l’Espagne. Le 28 juin 1854, le général O'Donnell, qui était resté caché à Madrid durant les persécutions contre les libéraux et différents secteurs modérés, se joignit à différentes troupes et affronta l’armée fidèle au régime à Vicálvaro. Ce pronunciamiento, qui exigeait un gouvernement nouveau et la fin de la corruption, reçut le nom de « Vicalvarada » (qu’on pourrait traduire par « coup de Vicálvaro »). Pour le mener, O'Donnell bénéficia du soutien de la France et du Royaume-Uni, à travers leurs ambassades respectives,. Ce pronunciamiento fut le résultat du rapprochement entre les modérés du général Narváez, les modérés « puritains » et les progressistes, et fut motivé par le rejet de la violation des usages parlementaires de la part de la Couronne. Ils formèrent un comité électoral pour présenter des candidatures conjointes aux élections, dont l’objectif était la conservation du régime représentatif qu’ils considéraient en danger. Les puritains Antonio de los Ríos Rosas et Joaquín Francisco Pacheco entrèrent en contact avec plusieurs militaires proches de leurs idées — comme O'Donnell — ou progressistes — comme les généraux  Domingo Dulce et Antonio Ros de Olano — pour organiser un pronunciamiento et ainsi obliger la reine Isabelle II à remplacer le gouvernement du comte de San Luis par un autre d’« union libérale ».

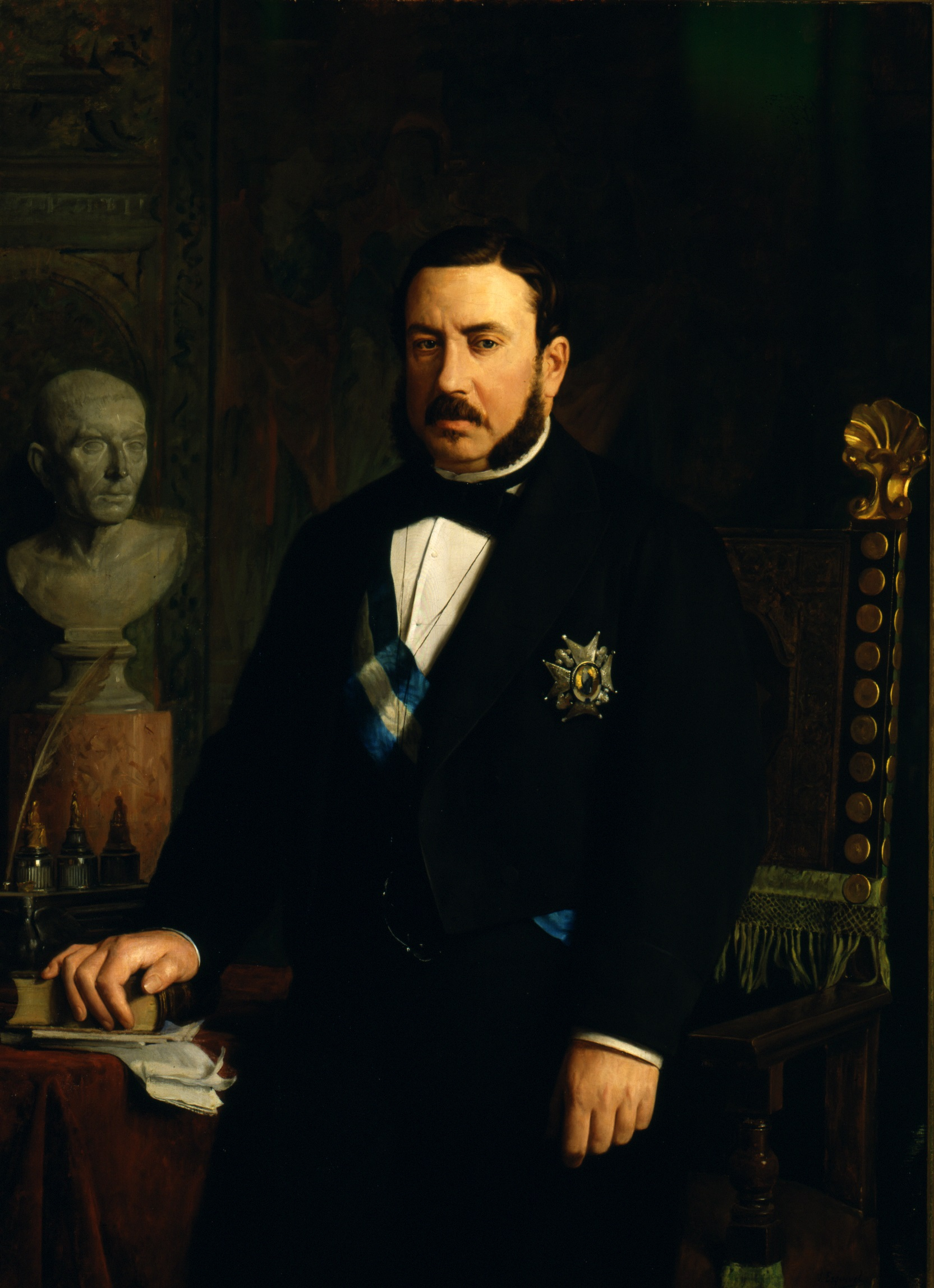
Luis José Sartorius, comte de San Luis.

Le pronunciamiento fut lancé par O'Donnell le 28 juin 1854, mais rencontra l’opposition avec les troupes fidèles au gouvernement dans la localité de Vicálvaro, près de Madrid, — qui donna son nom à la rébellion : « Vicalvarada » — fut indécis, si bien que les forces d’O'Donnell se retirèrent vers le sud, errant dans La Manche et se dirigeant vers le Portugal, dans l’attente que d’autres unités militaires se joignent au mouvement. Cela ne se produisant pas, les conjurés précisèrent leur programme libéral dans le but de susciter l’union de l’opposition au gouvernement et augmenter la pression sur la reine, à travers le manifeste de Manzanares, écrit par Antonio Cánovas del Castillo, avec les conseils du général Serrano, rendu public le 7 juillet et qui promettait la « régénération libérale » à travers l’approbation une nouvelle loi sur la presse et une nouvelle loi électorale, la convocation du Parlement, la décentralisation administrative et le rétablissement de la Milice nationale, des revendications classiques du Parti progressiste.

Au cours de leur retrait vers le sud, le général O'Donnell et ses troupes entrèrent en contact avec le général Serrano. Avec d’autres, ils proclamèrent le 7 juillet 1854 le manifeste de Manzanares pour mobiliser la population civile du pays : 

« Nous souhaitons la conservation du Trône, mais sans la camarilla qui le déshonore, nous souhaitons la pratique rigoureuse des lois fondamentales en les améliorant, surtout, l’électorale et celle sur l’imprimerie […], nous souhaitons que soient respectés les emplois militaires et civils, l’ancienneté et le mérite […], nous souhaitons arracher les villes et villages de la centralisation qui les dévore, en leur donnant l’indépendance locale nécessaire pour qui soient conservés et augmentés leurs intérêts propres, et comme garantie de cela nous souhaitons et nous établirons sur de solides bases la Milice nationale. Telles sont nos intentions, que nous exprimons franchement sans les imposer pour autant à la Nation. Les Juntes de gouvernements qui doivent se constituer peu à peu dans les Provinces libres, les Cortes generales qui se réuniront plus tard, la Nation elle-même, en fin, décidera les bases définitives de la régénération libérale à laquelle nous aspirons. Nos épées sont consacrées à la volonté nationale et nous ne les rengainerons pas tant que celle-ci ne sera pas respectée. »

C’est alors que commença la deuxième phase de ce qui serait nommé plus tard la « révolution de 1854 », sous l’impulsion des progressistes et des démocrates, qui commencèrent l’insurrection le 14 juillet à Barcelone et le 17 juillet à Madrid, et secondée en d’autres lieux, où des juntes furent également constituées, comme Alzira, Cuenca, Logroño, Valence Saragosse. À Madrid, la vie de la reine mère Marie-Christine de Bourbon elle-même fut mise en danger, l’obligeant à chercher refuge.

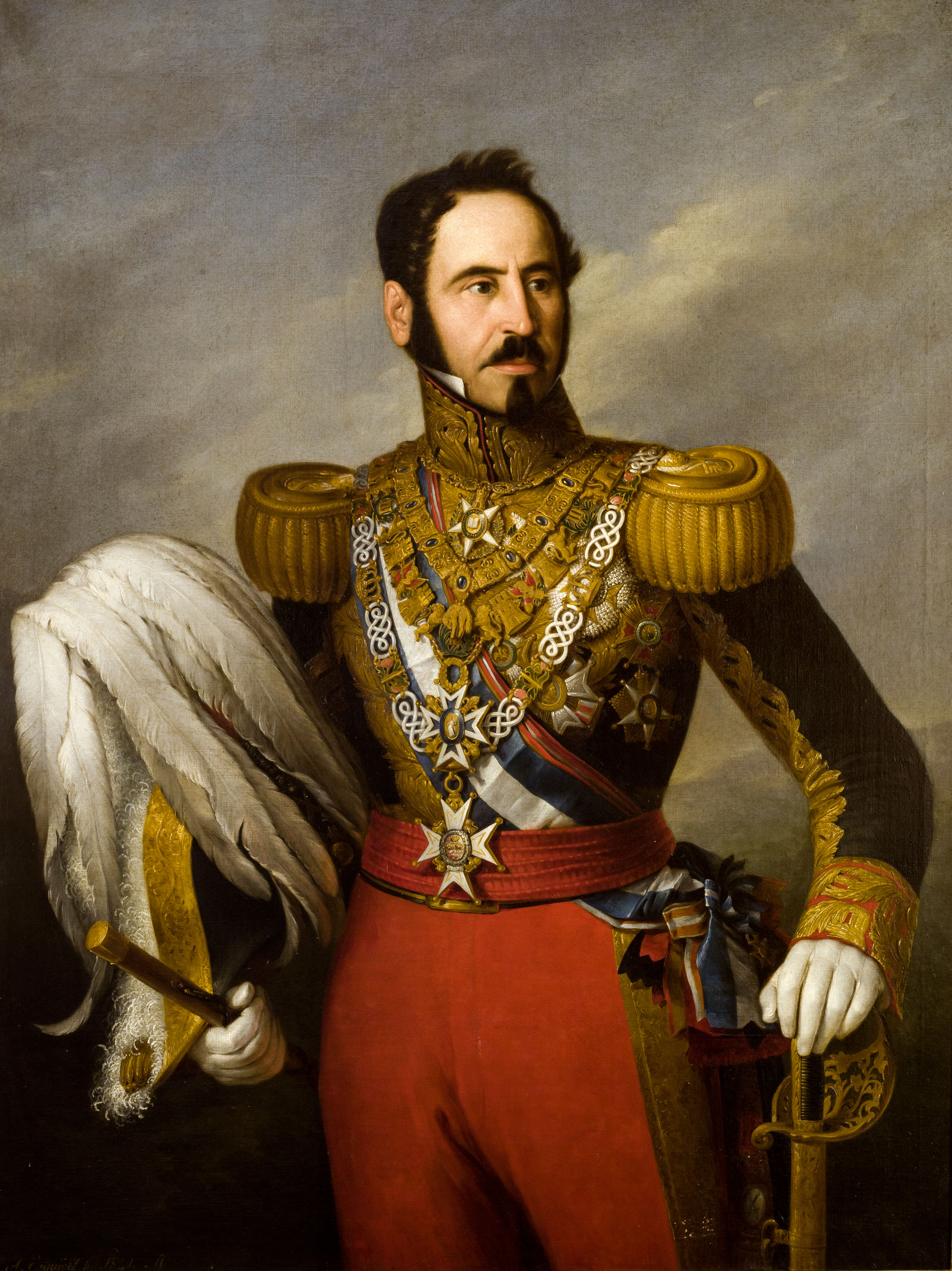
Le général Baldomero Espartero.

Face à la dégradation de la situation, Isabelle II destitua le 17 juillet le comte de San Luis et le remplaça par le général Fernando Fernández de Córdova. Celui-ci forma un gouvernement réunissant des modérés puritains et progressistes, mais il céda deux jours plus tard la présidence au duc de Rivas, qui ne dura à nouveau que deux jours lui-même. La révolte populaire, avec Madrid rempli de barricades le 18 juillet, empêcha les militaires insurgés O'Donnell et Serrano d’accepter le compromis offert par le gouvernement. Le duc de Rivas tenta de réprimer le soulèvement populaire — ce qui lui valut le surnom de « ministère mitraille » —, pendant qu’il attendait le retour des troupes qui étaient sorties de la capitale.
Finalement, la reine, peut-être sur le conseil de sa mère, se décida à appeler le général progressiste Baldomero Espartero, retiré à Logroño, pour qu’il forme un gouvernement, tout en demandant à O'Donnell de rentrer à la cour. Espartero accepta en échange de l’exigence de la convocation de Cortès constituantes, que la reine mère réponde des accusations de corruptions et qu’Isabelle publie un manifeste reconnaissant les graves erreurs commises. La reine accepta toutes ces conditions et publia le 26 juillet un manifeste adressé au pays, dans lequel elle affirmait sa « complète adhésion » aux idées du « duc de la Victoire » — c’est-à-dire Espartero —.
Le 28 juillet, Espartero faisait son entrée triomphale à Madrid, acclamé par la foule et fit des embrassades avec son ancien ennemi, le général O'Donnell, marquant le début du Biennat progressiste.

## Déroulement

### Nouveau gouvernement et première mesures
Seulement deux jours après son entrée triomphale à Madrid, le général Espartero forma un gouvernement, dans lequel le général O'Donnell exigea pour lui-même le ministère de la Guerre. Le modéré puritain Joaquín Francisco Pacheco prit en charge le portefeuille de l’État, le reste des ministères étant attribué à des figures mineures des modérés puritains et des progressistes « tempérés ».
La première mesure prise par le nouveau gouvernement supposa la première désillusion pour ceux qui avaient participé à l'insurrection populaire, étant donné que les juntes révolutionnaires provinciales furent transformées en organismes consultatifs et les mesures qu’elles avaient approuvées furent suspendues, en particulier l’abolition des consumos — impôts indirects sur les produits de première nécessité, qui étaient particulièrement détestés au sein des classes populaires —, qui furent rétablis face à l’impossibilités de les remplacer par d’autres impôts. La seconde déception se produisit le 14 août, lorsque les manifestations d’ouvriers des travaux publics qui demandaient une hausse de salaire et l’interdiction du travail au forfait (qui s’opposait au travail à la journée) fut réprimée par la Milice nationale restaurée, dont la mission était désormais — selon le gouvernement — de défendre le « nouvel ordre ». La troisième déception arriva le 25 août, lorsque le gouvernement ne remplit pas son engagement de juger la reine mère et la laissa quitter le pays sous prétexte d’« expulsion » avec son mari Agustín Fernando Muñoz y Sánchez pour se rendre au Portugal. Lorsque les démocrates tentèrent de se soulever pour protester, la Milice nationale intervint de nouveau, les désarma et les fit emprisonner.

### Cortès constituantes et débat sur la nouvelle Constitution
Le gouvernement tint sa promesse de convoquer des élections à Cortès constituantes, qui furent célébrées selon la loi électorale de 1837, qui augmentait considérablement le nombre d’électeurs, passant de 100 000 — ceux qui avaient le droit de vote durant la Décennie modérée — à près de 500 000. De plus les districts uninominaux de la loi de 1846 furent remplacés par les districts provinciaux. Les élections se tinrent en octobre et se soldèrent par une victoire pour les candidats du gouvernement — avec 240 sièges — rassemblés dans une dénommée « union libérale » formée des modérés puritains, au sein desquels se détachait un jeune Antonio Cánovas del Castillo, et les progressistes tempérés, menés par Manuel Cortina. Les groupes d’opposition étaient formés à droite par les modérés — qui remportèrent une vingtaine de députés — et à gauche par les démocrates, pour leur part menés par Salustiano de Olózaga, Pedro Calvo Asensio et un jeune Práxedes Mateo Sagasta.
Les sessions des Cortès constituantes s’ouvrirent le 8 novembre 1854 et tout de suite commença le débat sur la nouvelle Constitution qui devait remplacer celle de 1845. L’approbation d’une timide tolérance religieuse — seconde base du projet, après avoir établi que nation s’obligeait à soutenir « le culte et les ministres de la religion catholique que professent les Espagnols », affirmait que personne ne serait pousuivi « pour ses opinions et croyances religieuses, tant qu’il ne les manifeste pas par des actes publics contraires à la religion » — suscita les protestations des évêques espagnols et la rupture des relations avec le Vatican, qui s’aggravèrent encore lorsque fut approuvée la loi de désamortissement générale civile et ecclésiastique — connue comme le désamortissement de Madoz, en référence au ministre qui l’avait défendue —. Les pressions de la hiérarchie catholique parvinrent jusqu’à la reine à qui l’on dit qu’elle irait en enfer si elle sanctionnait la loi. Finalement, Isabelle II se résolut malgré tout à le faire par crainte de perdre la Couronne et la loi fut promulguée le 1er mai 1855. Ce fut alors qu’apparurent quelques groupes carlistes, encouragés par les protestations cléricales. La proposition des démocrates d’approuver une véritable liberté de culte fut rejetée par les autres groupes de la Chambre. Leur proposition d’établir une éducation primaire gratuite et le suffrage universel (masculin) ne furent également pas acceptées.

### Grève générale en Catalogne (1855)
Un des plus graves problèmes auxquels dut faire face le gouvernement d’Espartero fut l’augmentation de la conflictualité ouvrière en Catalogne, et plus particulièrement à Barcelone, comme le mit en avant le conflit des selfactinas (es). À la différence du reste de l’Espagne, la révolution de 1854 avait eu dans la région une importante participation ouvrière, et la nouvelle de l’accession au pouvoir du général Espartero fut reçue avec joie parmi les classes populaires. Grâce aux nouvelles libertés acquises et à la relative tolérance du gouvernement, les associations ouvrières proliférèrent, dont trente en vinrent à former une Junte centrale. Mais le nouveau capitaine général de Catalogne, Juan Zapatero y Navas — surnommé « Général Quatre Tirs » —, mit fin à la tolérance et entama une politique de répression du mouvement ouvrier incluant la condamnation à mort et l’exécution du dirigeant ouvrier José Barceló, accusé d’un supposé délit de vol avec assassinat. Le 21 juin 1855, il interdit les associations ouvrières et annula les conventions collectives entre patrons et travailleurs, qui avaient régulé le monde du travail depuis que les ouvriers du secteur textile avaient commencé leur lutte contre l’utilisation des machines à tisser selfactinas. De même, il fit emprisonner et déporter de nombreux dirigeants ouvriers et républicains afin de tenter de mettre fin aux grèves et aux problèmes posés par les ouvriers.
En réponse, les ouvriers déclarèrent une grève générale qui commença le 2 juillet 1855, la première de l'histoire de l'Espagne. La grève générale de 1855 s’étendit dans toutes les zones industrielles de la Catalogne, où apparurent des drapeaux rouges avec le slogan « Vive Espartero. Association ou mort. Pain et travail ». Les grévistes ne revinrent au travail que lorsqu’Espartero mandata à Barcelone un représentant personnel qui leur demandait de lui faire confiance, car il était « un fils du peuple qui n’a jamais trompé le peuple ». Alors, les associations ouvrières élaborèrent et envoyèrent à Madrid un écrit intitulé « Exposition de la classe journalière aux Cortes », dans lequel ils demandaient la régulation des relations du monde du travail à travers une loi des associations ouvrières, soutenu par 33 000 signatures à travers le périodiques ouvrier qu’ils avaient fondé à Madrid, El Eco de la Clase Obrera (« L’Écho de la Classe Ouvrière »).

### Crise de subsistance
Un autre problème auquel le gouvernement dut faire face fut la crise de subsistance, qui constituait l’un des motifs de la mobilisation populaire durant la révolution de 1854 et qu’il aggrava de façon indirecte en permettant le maintien des exportations de blé en Europe, où la demande grandissait à cause de la guerre de Crimée, qui avait paralysé les exportations de grain russe. À cette situation difficile vint s’ajouter une épidémie de choléra qui s’étendit dans tout le pays durant l’été 1854, avec des résurgences au cours des deux années suivantes. Des révoltes eurent lieu, comme celle de Burgos à l’automne 1854, où fut empêchée la sortie des véhicules transportant du blé devant être embarqué au port de Santander. Le gouvernement réagit en baissant les impôts de consumos durant un temps et de recouri à la milice pour réprimer les troubles. Début 1856, lorsque furent rétablis les consumos à cause des graves problèmes que traversait le Trésor public, les émeutes de subsistance proliférèrent.
La région la plus affectée par les révoltes de subsistance durant les premiers mois de 1856 fut la Castille, où les émeutiers protestaient contre la cherté du pain. Dans quelques endroits ils brûlèrent des fabriques de farine, entre autres, comme à Valladolid, Palencia ou Medina de Rioseco, où d’importantes quantités de grains étaient gardées. Le rapport présenté par le ministre du Gouvernement, Patricio de la Escosura, devant les Cortès le 24 juin 1856 niait que les émeutes soient provoquées par la misère mais prétendait qu’elles devaient être attribuées à des instigateurs inconnus. Pour sa part, la municipalité de Valladolid affirmait que leur cause résidait dans l’influence des ouvriers industriels de Barcelone, Valence et de l’Aragon, « imbus d’idées et d’habitudes nouvelles et pernicieuses qui s’étaient infiltrées dans les ouvriers de Castille, plus ignorants et démoralisés ».

## Fin du biennat: contre-révolution de 1856
Le général O'Donnell, encouragé par le général Serrano, profita de la conflictualité sociale des premiers mois de 1856 — émeutes de subsistance en Castille, grèves en Catalogne, émeutes contre les quintas (service militaire obligatoire) au Pays valencien) — pour faire un discours catastrophiste aux Cortès visant à faire chuter le gouvernement progressiste Espartero, au pouvoir depuis le début du Biennat, avec O'Donnell lui-même comme ministre de la Guerre. Il assura que les mouvements revendicatifs étaient inspirés par « le principe du socialisme », motivés par des idées qui, « jusqu’alors inconnues en Espagne, s’infiltrent aujourd’hui dans nos masses » et qui se résumaient dans le slogan « Guerre à celui qui possède ! ». Ainsi, il affirma que le gouvernement devait mettre fin à ces « crimes » qui étaient « les plus grands que l’on puisse commettre […]; il s’agit seulement de l'attaque contre la famille, contre la propriété, contre ce qui existe de plus sacré dans la société ».
Étant donné que des membres de la Milice nationale avaient participé aux désordres, O'Donnell posa au gouvernement la question de son désarmement et de s’en remettre à l’armée pour mener la répression. Début juillet 1856, le ministre du Gouvernement, Patricio de la Escorura, se rendit à Valladolid pour juger sur place de la crise sociale et des actions répressives des autorités. Lorsqu’il revint à Madrid le 9 juillet, il informa le président Espartero que les militaires avaient recours à des mesures extrêmes dans la répression, soumettant des civils à des conseils de guerre et en procédant à des exécutions sommaires, ce qui l’amena à proposer la destitution du ministre de la Guerre O'Donnell, qui en tant que tel en était le responsable voire l’instigateur. Il l’avertit également qu’O'Donnell et Serrano conspiraient contre lui, et qu’il était convaincu que les modérés se trouvaient derrière les émeutes de subsistance.
O'Donnell entra alors dans un affrontement direct avec Escosura au sein du gouvernement. Le conflit fut présenté devant la reine, qui donna son appui à O'Donnell et acepta la démission d’Escosura, qui fut suivie de celle d’Espartero, qui s’étant senti délégitimé par Isabelle, mais allégua des problèmes de santé. Par la suite, la reine nomma O'Donnell président du Conseil des ministres, ce dernier atteignant ainsi son objectif d’en finir avec le gouvernement progressiste. Sa nomination, publiée le 14 juillet 1856, fut accompagnée de la déclaration de l’état de guerre dans toute l’Espagne, en prévision des révoltes des progressistes et des démocrates, et de la réaction d’Espartero lui-même. De plus, le « coup contre-révolutionnaire » — comme le nomme Josep Fontana — s’était produit durant la période de suspension estivale des Cortès commencée le 1er juillet, la sanction royale de la nouvelle Constitution, déjà terminée, ayant été laissée en suspens.
La première réaction se produisit le jour même, le 14 juillet, dans l’après-midi, lorsqu’un groupe de 83 ou 91 députés (selon les sources) sur 350 se réunirent au Congrès pour voter de façon quasi unanime le censure du nouveau gouvernement, proposée par le député progressiste et ancien ministre du Budget, Pascual Madoz, car cela signifiait l’introduction d’« une politique diamétralement opposée » à ce que les Cortès avaient manifesté jusqu’alors. Ne parvenant pas à être reçus par la reine, ils s’enfermèrent dans l’hémicycle où ils passèrent la nuit du 14 au 15 juillet. C’est alors qu’O'Donnell ordonna le bombardement de l’édifice. Les miliciens qui défendaient les accès au palais des Cortès abandonnèrent leurs positions, et à 11 h 30 les 43 députés qui avaient résisté jusqu’alors — 37 progressistes et 6 démocrates — abandonnèrent le bâtiment et rentrèrent chez eux. 
À ce moment, tous étaient en attente de la réaction du général Espartero, dont dépendait l’issue de la contre-révolution orchestrée par O'Donnell. Ce fut par exemple le cas de la Milice nationale, qui était disposée à résister et à se placer sous les ordres d’Espartero. Mais le général refusa d’assumer la direction du mouvement d’opposition — ce qu’il justifia en affirmant que cela mettrait en danger la monarchie d’Isabelle II elle-même — et, après avoir poussé le cri « Vive l’indépendance nationale ! », se retira de la vie politique — « il s’enfuit », dirent certains de ses partisans désenchantés —. Ceci facilita la victoire de l’armée, qui prit les rues de Madrid et fit même usage de l’artillerie pour écraser la milice. Dans la matinée du 16 juillet, la résistance avait disparu, le gouvernement décrétait la dissolution du conseil municipal et de la députation provinciale de Madrid, et ordonnait aux membres de la Milice nationale de remettre leurs armes. Espartero, qui était resté caché à Madrid, prit congé de la reine le 3 août et partit pour sa résidence de Logroño.
La résistance la plus acharnée fut l’œuvre des classes populaires de Barcelone, au cris de « Vive Espartero ! », ignorant que celui-ci n’allait pas intervenir. Le 18 juillet, les participations à une manifestation furent mitraillés sur ordre du capitaine général Zapatero. Le lendemain les barricades furent dressées et le dimanche 20 juillet l’armée et les insurgés combattirent rue par rue. La ville fut bombardée depuis le chateau de Montjuïc. Le jour suivant, les soldats assaillirent les barricades à la baïonnette, appuyés par l’artillerie, et ils mirent fin à la rébellion le 22. Le bilan final fit état de 63 morts chez les militaires et plus de 400 civils, sans compter les victimes ultérieures des « réprésailles sauvages ». Le consul français à Barcelone dit que les insurgés avaient poussé des cris de « Mort à la reine p…, aux généraux O'Donnell et Zapatero ! Guerre totale et d'extermination des riches, des fabricants et des propriétaires », mêlés de « Vive le général Espartero ! » et « Vive la république démocratique et sociale ! ». L’ampleur de la répression déployée à Barcelone par le capitaine général Zapatero amena le périodique El Centro Parlamentario à demander de mettre fin à ce bain de sang « au nom de ce qu’il y a de plus sacré, au nom de la religion et de l’honneur national », et à soutenir le lieu commun selon lequel « dans aucun pays civilisé on ne fusille autant qu’en Espagne ». Le 31 juillet, le dernier foyer de résistance au coup contre-révolutionnaire se rendait à Saragosse.
Une fois tous les mouvements de résistance réprimés et Espartero retiré de la scène politique, le gouvernement d'O'Donnell décréta la suppression de la Milice nationale, destitua conseils municipaux et députations provinciales, et réprima la presse. Le 2 septembre 1856, il déclara définitivement fermées par décret royal les Cortès constituantes, alors que la nouvelle Constitution n’avait pas encore été proclamée. Finalement, un autre décret royal rétablit la Constitution de 1845, modifiée par un acte additionnel qui libéralisait son contenu, et marqua la fin du Biennat progressiste.